# Zarzuela en catalán
La zarzuela en catalán, o a menudo también zarzuela catalana o sarsuela, es una zarzuela escrita y cantada en catalán (o bilingüe en castellano y catalán). En total, se han catalogado 424 obras líricas con texto en catalán producidas entre 1850 y 1950, muchas de ellas zarzuelas.

## Los primeros años de la zarzuela moderna
La aparición de la zarzuela moderna en Cataluña y Valencia es coetánea a su aparición en Madrid. Las primeras representaciones en Barcelona datan de 1850 y, ya en la temporada 1852-53, el Liceo programó ocho zarzuelas, entre ellas la primera conocida en catalán: La tapada del Retiro, de Nicolau Manent. En Valencia la primera noticia es la representación de El Duende en 1850. La acogida en Barcelona fue calurosa. No obstante, en la crítica musical barcelonesa se estableció la opinión — quizás más bien un deseo inconsciente — de que el público de Barcelona se estimaba más la ópera. Pero los hechos eran incuestionables: por ejemplo, en su temporada 1853-54, el Teatre de la Santa Creu de Barcelona sólo programó zarzuela.
La influencia de los libretistas Luis de Olona y Gaeta y Francisco Camprodón, habituales colaboradores de Gaztambide, Arrieta y Barbieri, fue decisiva en la difusión de la zarzuela en Barcelona, a través de la organización de espectáculos y el estreno de las obras que habían triunfado en Madrid. A su vez, la zarzuela también se hace tremendamente popular en la ciudad de Valencia.

## El resurgimiento del teatro en catalán
Así, en 1858 se estrenó en el Liceo L'aplec del remei, con música y libreto de Anselmo Clavé, que se reestrenó en 1864 en el Teatro Odeón. Ese mismo año, 1864, se estrenaron L'esquella de la torratxa, una astracanada en forma de zarzuela, y El punt de les dones, ambas con libreto de Frederic Soler y música de Joan Sariols Porta. En Valencia, a partir de la década de 1860, se estrenaron las primeras zarzuelas en valenciano, con textos de Josep Maria Bonilla, José Bernat Baldoví y Rafael Maria Liern entre otros, y música de compositores locales, completamente olvidados.
En 1867 se publicó la Real Orden ordenaba «que no se admitan a la censura obras dramáticas que estén exclusivamente escritas en cualquiera de los dialectos [sic] de las provincias de España.» La ley dificultaba la representación de obras en catalán, pero no tuvo mucho efecto práctico, ya que los autores introducían algún personaje secundario, a menudo algún bruto o bufón, que hablaba en castellano, con lo que la obra se convertía en bilingüe y ya no estaba «exclusivamente» en catalán. Curiosamente, durante esos años se produjo un renacimiento de la lengua catalana en el teatro.
En 1865 el empresario Ignasi Elias, del teatro Tívoli, creó una «companyia de sarsuela catalana», con la que llenaba el teatro todas las noches de verano. Entre los años 1870 y 1877 triunfan las zarzuelas catalanas de Nicolau Manent, Josep Teodor Vilar y los hermanos José Ribera Miró y Cosme Ribera Miró, con libretos de varios escritores, entre los que destaca Serafí Pitarra. Entre los principales éxitos de Manent se pueden destacar La fira de Sant Genís de 1870, Paraula del Rei de 1874, El cant de la Marsellesa de 1877 y De la terra al sol de 1879. También se puede mencionar Lluch-Llach y La fantasma groga de Felipe Pedrell. Entre las parodias que tuvieron éxito en el Teatro Circo Barcelonés se pueden mencionar Robinson Petit de Coll i Britapaja, parodia de la zarzuela Robinson de Barbieri, y La gran sastresa de Midalvent de Eduard Vidal i Valenciano, parodia de La gran duquesa de Gerolstein de Offenbach, ambas estrenadas con gran pompa. Hay tres tipos de obras predominantes durante estos años: el cuadro de costumbres catalanas; los «caprichos-cómico-lírico-bailables-bufos»; y las zarzuelas cómicas en un acto.

## La decadencia y resurgimiento de final de siglo
Gran parte de las zarzuelas estrenadas a finales del siglo XIX son desconocidas, aunque se encuentran depositadas en la Delegación en Barcelona de la Sociedad de Autores. Tras una cierta decadencia, la zarzuela resurge a finales de siglo. Urbà Fando Rais alanzó éxitos extraordinarios, sobre todo con la zarzuela Lo somni de la ignocència (1895), sobre un libreto de Conrad Colomer Rogés.
También a finales de siglo empiezan a dejarse sentir las influencias de la estética modernista en las artes catalanas. El compositor Enric Morera intentó la promoción de un «teatro lírico catalán» modernista. Colaboraron, entre otros, el escritor Apel·les Mestres y los compositores Enrique Granados y Joan Gay. Sin embargo, el nuevo género fracasó, dejando frío al público modernista y aburrido al aficionado a la zarzuela tradicional.

## Las primeras décadas delsigloXX
A principios del siglo XX se contaban en Valencia más de 10 teatros dedicados a la zarzuela, entre los que se pueden mencionar el Teatro Princesa o el Teatro Russafa. Hubo locales especialmente dedicados a la zarzuela en catalán, como por ejemplo el Teatro Novedades, el Teatro Regional o el Nostre Teatre, en los que estrenaron obras de compositores como Miquel Asensi, Sánchez Roglà, Espert Morera y Toko, seudónimo de Lluís Martí Alegre. Músicos de estimable capacidad como Salvador Giner y Eduard López-Chávarri Marco compusieron también zarzuelas sobre textos catalanes. Entre los títulos estrenados en el Nostre Teatre poco antes de la Guerra Civil, ciertamente evocadores pero completamente olvidados, encontramos Pepico València, El rei Pepet o Miss Kakau. Pese a esta actividad, ninguna obra en valenciano ha sobrevivido al juicio del tiempo.
En Barcelona, en los primeros años del siglo XX se estrenaron obras de bastante calidad. Así, Josep Carner y Enric Morera estrenaron El comte Arnau y El miracle del Tallat; Xavier Viura y Enric Morera, Fra Garí; Apel·les Mestres y Enrique Granados, Gaziel; pero de importancia fueron sobre todo La Santa Espina de Àngel Guimerà y Morera, cuya sardana del mismo nombre se ha convertido en una de las obras musicales más simbólicas de Cataluña; también La presò de Lleida, con libreto de Adrià Gual y música de Jaume Pahissa, tuvo tal éxito que se representó más de 100 veces; finalmente, señalar el éxito de la zarzuela Donzella qui va a la guerra, con música de Juan B. Lambert y José Sancho Marraco y libreto de Manuel de Montoliu, estrenada en 1906.
A partir de 1920 el Paralelo de Barcelona se convirtió en un importante centro de actividad zarzuelística, donde se estrenaron zarzuelas en castellano de los mejores compositores del género antes que en Madrid (como La dogaresa, La alsaciana, Don Gil de Alcalá, Katiuska o La tabernera del puerto) y dónde se estableció un gusto particular por la zarzuela, más próxima estilísticamente a la opereta centroeuropea. Algunos compositores destacados, como Rafael Millán, desarrollaron su carrera casi exclusivamente en Barcelona. De entre las obras en catalán estrenadas en esta década, se pueden destacar las de Morera de 1922, Baixant de la Font del Gat y Don Joan de Serrallonga, esta última se representó más de 200 veces, y Pel teu amor de José Ribas Gabriel.
La verdadera y notable contribución valenciana a la zarzuela viene de la mano de los compositores valencianos que disfrutaron de éxito en Madrid y Barcelona. Entre los primeros se encuentran grandes figuras como Ruperto Chapí, Tomás López Torregrosa, Josep Serrano y Manuel Penella; y entre los segundos hace falta destacar la figura de Rafael Martínez Valls, autor de las que quizás sean las dos únicas zarzuelas catalanas «de repertorio»: Cançó d'amor i de guerra (1926) y La Legió d'Honor (1930). Quizás el compositor de zarzuela catalán más conocido en el resto de España fue Amadeo Vives, figura señera del género.

## Tras la Guerra Civil
La zarzuela en catalán consiguió sobrevivir la Guerra Civil e incluso el silencio impuesto posteriormente al teatro en catalán por Franco. Así, por ejemplo, en los años 60 se estrenaron La polka roja y El timbaler del Bruch (1964) de Agustí Cohí i Grau.
Sin embargo, fue con la llegada de la Transición cuando la zarzuela en catalán desapareció casi definitivamente de los teatros catalanes y valencianos. El periodista y crítico de música Pablo Meléndez-Haddad explica esta falta de interés, tanto del público como de las instituciones, por el «casposo prestigio con el que la ha cubierto su tradición escénica». En cambio el autor Javier Barraycoa cree que la «administración catalana identifica la zarzuela con españolismo e ignora la riqueza creativa que supuso durante un siglo el denominado teatro lírico catalán».